# طرد الأرواح الشريرة

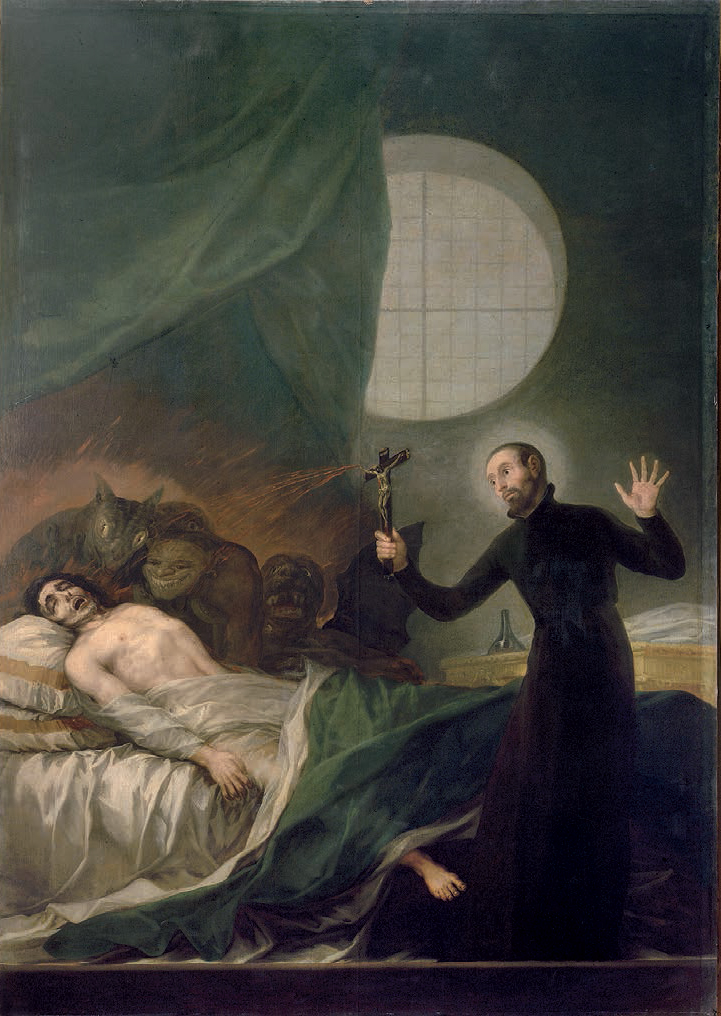
لوحة للفنان غويا، للأب العام، القديس فرنسيس بورجيا وهو يؤدي طرد الأرواح الشريرة.

الرَّقي أو التَّعويذ أو طرد الأرواح الشريرة (بالإنجليزية: exorcism من اليونانية ἐξορκισμός) وما يُقال أو يُمارس يُسمَّى الرُّقيَة أو التعويذة هي ممارسة طرد الشياطين أو الجن أو الأطياف الماسَّة من جسد الشخص أو المنطقة الممسوسة، وتتم بشعائر وطقوس دينية وروحانية. بحسب ما يؤمن به المُعَوّذ، فإن التعويذ قد يجري بأن يُقسم الطيف يمينًا، أو بإجراء طقوس مدروسة، أو أمر الطيف بالخروج والابتعاد باسم السلطة العليا أو الإله الذي يؤمن به المُعَوّذ. تعتبر هذه الممارسات بالغة القدم وترد في كثير من المعتقدات والثقافات والأديان.
انخفض عدد التعويذات في الولايات المتحدة منذ القرن الثامن عشر، ونادرًا ما كانت تحدث حتى النصف الأخير من القرن العشرين. إلا أنها لاقت ارتفاعًا حادًا بنسبة 50% في أوائل الستينات وفي السبعينات بعد جذب الانتباه إليها في وسائل الإعلام.

## في البوذية
طقوس يوم التعويذ جزء من التقاليد التبتية. يقام الحفل الديني التبتي «جوتور» ༼དགུ་གཏོར་༽، الذي يبدأ بالتحديد في اليوم الـ 29 من شهر التبت الثاني عشر، مع التركيز على طرد كل السلبية، بما في ذلك الأرواح الشريرة ومصائب العام الماضي، وبدء العام الجديد بطريقة سلمية وميمونة.
تعقد المعابد والأديرة في جميع أنحاء التبت احتفالات رقص ديني كبرى، وأكبرها في قصر بوتالا في لاسا. تنظف العائلات منازلها في هذا اليوم، وتزين الغرف، وتتناول حساء المعكرونة الخاص المسمى «جوثوك». في المساء، يحمل الناس مشاعل، وينادون بكلمات التعويذ.

## في المسيحية
التعويذ في المسيحية هو ممارسة طرد الشياطين أو التخلص منها. في الممارسة المسيحية، غالبًا ما يكون الشخص الذي يمارس التعويذ، والمعروف باسم المُعَوّذ، عضوًا في الكنيسة المسيحية، أو فردًا يُعتقد تمتعه بقوات أو مهارات خاصة. قد يستخدم المُعَوّذ الصلوات والمواد الدينية، مثل حركات اليد، والإيماءات، والرموز، والأيقونات، والتمائم، وما إلى ذلك. غالبًا ما يستدعي المُعَوّذ الله أو يسوع أو العديد من الملائكة ورؤساء الملائكة للتدخل في طرد الأرواح الشريرة. يعتقد المُعَوّذون المسيحيون البروتستانتيون أن السلطة التي يمنحها لهم الآب والابن والروح القدس (الثالوث) هي مصدر قدرتهم على طرد الشياطين.
لا يعد الأشخاص الممسوسين عمومًا شرًا في حد ذاتهم، ولا يعدون مسؤولين تمامًا عن أفعالهم، لأن المسّ يعتبر تلاعبًا بالإكراه من قبل شيطان يؤذي النفس أو الآخرين. يعتبر الممارسون لذلك أن التعويذ هو علاج أكثر منه عقابًا. عادة ما تأخذ الطقوس السائدة هذا في الاعتبار، مع التأكد من عدم وجود عنف للشخص الممسوس، باستثناء تقييدهم إن كان هناك احتمال للعنف.

## في الهندوسية
ترتبط المعتقدات والممارسات المتعلقة بالتعويذ بشكل بارز مع الهندوسيين. من الكتب الأربعة الفيدية (الكتب المقدسة للهندوس)، يُقال إن أثارفا فيدا تحتوي على الأسرار المتعلقة بالتعويذ، والسحر، والخيمياء. الوسائل الأساسية لطرد الأرواح الشريرة هي المانترا واليانا المستخدمة في كل من تقاليد الفيدية والتانترا. تستخدم تقاليد الفيشنوية أيضًا تلاوة لأسماء ناراسيمها وقراءة الكتب المقدسة، ولا سيما بهاجافاتا بورانا بصوت عال.

## في الإسلام
تشمل شروط ممارسات طرد الشيطان/الجن (إخراج الشيطان/الروح)، والمداواة وعلاج الممسوس وأيضًا الرقية (قراءة آيات من القرآن الكريم) في طرد الأرواح المختلفة.
في الرقية الإسلامية قد يكون الشخص المعالج مستلقيًا، بينما يضع الشيخ يده على رأس المريض أثناء تلاوته آيات من القرآن، لكن هذا ليس إلزاميًا. أيضًا، قد يُشرب أو ترش المياه المقدسة (مياه بئر زمزم) جنبًا إلى جنب مع وضع عطور نظيفة خالية من الكحول تسمى عطار.
قال شيخ الأزهر أحمد الطيب أن ما نسمعه من دعاوى ما يطلق عليه الملبوس هو خيالات واختراعات لا أساس لها من الصحة، فقوة الجن هي في الوسوسة والإضلال، وليس في التلبس لقوله تعالى: (إِنَّ عِبَادِي لَيْسَ لَكَ عَلَيْهِمْ سُلْطَانٌ إِلَّا مَنِ اتَّبَعَكَ مِنَ الْغَاوِينَ). ونوه شيخ الأزهر إلى أن كل من يدعي إخراج الجن من جسد الإنسان كاذب ومرتزق، مبينا أن كثيرا من الجهات أصبحت تنتفع من خلال السحر والشعوذة. وفسر الشيخ الشعراوي لفظة (المس) الشيطاني بالوسوسة وليس التلبس. ويرى مصطفى محمود أن هذا أوهام من النفس.

## في اليهودية
تمت عمليات التعويذ عبر يوسيفوس عن طريق استخراج الجذور السامة وغيرها من خلال تقديم التضحيات.
في الآونة الأخيرة، قام الحاخام يهودا فطايا (1859-1942) بتأليف كتاب منشة يهوذا، الذي يتناول على نطاق واسع التعويذ، وتجربته مع الأشخاص الممسوسين، ومواضيع أخرى من الفكر اليهودي. الكتاب مكتوب بالعبرية وترجم إلى اللغة الإنجليزية.
تُنفذ طقوس التعويذ اليهودية من قبل حاخام أتقن القبالة العملية. كما يوجد أيضًا منيان (مجموعة من عشرة ذكور بالغين)، يتجمعون في دائرة حول الشخص الممسوس. تتلو المجموعة 91 سفر المزامير ثلاث مرات، ثم ينفخ الحاخام في الشوفار (قرن كبش).

## في الطاوية
في الطاوية، ينفذ التعويذ بسبب مس الفرد بروح شريرة لسببين، إما أزعج الفرد شبحًا، بغض النظر عن النية، ويحاول الشبح الآن الانتقام، أو أن يشعر الشخص الحي أيضًا بالغيرة ويستخدم السحر الأسود للانتقام وبالتالي يستدعي شبحًا لامتلاك شخص ما. يؤدي الطقوس الصينية وبالتحديد التعويذ كل من ضباط الطقوس الصينيين والكهنة الموجّهين من سيد سماوي.

## نظرة علمية
المس الشيطاني ليس تشخيصًا نفسيًا أو طبيًا معترفًا به من قبل الطبعة الخامسة من الدليل التشخيصي والإحصائي للاضطرابات النفسية والتصنيف الدولي للأمراض. في بعض الأحيان، ينسب للذين يعلنون اعتقادهم في المس الشيطاني امتلاك أعراض مرتبطة بالأمراض الجسدية أو العقلية، مثل الهستيريا، والهوس، والذهان، ومتلازمة توريت، والصرع، والفصام، أو اضطراب الهوية الانفصالية.
بالإضافة إلى ذلك، هناك شكل من أشكال الهوس الأحادي يسمى ديمومانيا أو الهوس الشيطاني، إذ يعتقد المريض بمسّه من قبل واحد أو أكثر من الشياطين. يعزو البعض وهم نجاح التعويذ على الأشخاص الذين يعانون من أعراض المسّ إلى تأثير العلاج الوهمي، والإيحاء الذاتي. تشير بعض الحالات إلى أن الأشخاص المُفترض مسهم هم نرجسيون في الواقع، أو يعانون من ضعف تقدير الذات، ويتصرفون بشكل شيطاني لجذب الانتباه.
داخل المجتمع العلمي، أثار عمل الطبيب النفسي إم. سكوت بيك، المؤمن في طرد الأرواح الشريرة، جدلاً وسخرية كبيران. عُمل الكثير من ارتباطه بـ (وإعجابه) بملاشي مارتن المثير للجدل، وهو كاهن روماني كاثوليكي ويسوعي سابق، على الرغم من حقيقة أن بيك دعا باستمرار مارتن كاذبًا ومتلاعبًا. شملت الانتقادات الأخرى الموجهة لبيك المزاعم بأنه تجاوز حدود الأخلاقيات المهنية من خلال محاولته إقناع مرضاه بقبول المسيحية.

## التعويذ والمرض العقلي
وصف أحد الباحثين الجراحة النفسية بأنها «طرد الأرواح العصبية»، مع استخدام نقب الجمجمة على نطاق واسع لإخراج الشياطين من الدماغ. في الوقت نفسه، قام عالم آخر بالموازنة بين العلاج النفسي والتعويذ.

### المملكة المتحدة
تتزايد عمليات التعويذ في المملكة المتحدة، تحدث بشكل رئيسي في الكنائس الكاريزمية وعيد العنصرة، وكذلك بين المجتمعات من أصل غرب إفريقيا. في كثير من الأحيان، يتضرر الأشخاص المعَوذين عقليًا. يُطلب أحيانًا من المرضى العقليين التوقف عن تناول الأدوية لأن الكنيسة تعتقد أن الصلاة أو طرد الأرواح يكفي. إذا لم يتحسن المرضى النفسيون بعد التعويذ، قد يعتقدون بفشلهم في التغلب على الشيطان ويسوء وضعهم.

## طالع أيضًا
- ديمون